# اصغر افغان
اصغر افغان (پشتو: محمد اصغر افغان؛ زادهٔ ۲۲ دسامبر ۱۹۸۷) بازیکن کریکت اهل افغانستان است.